# Okay Airways

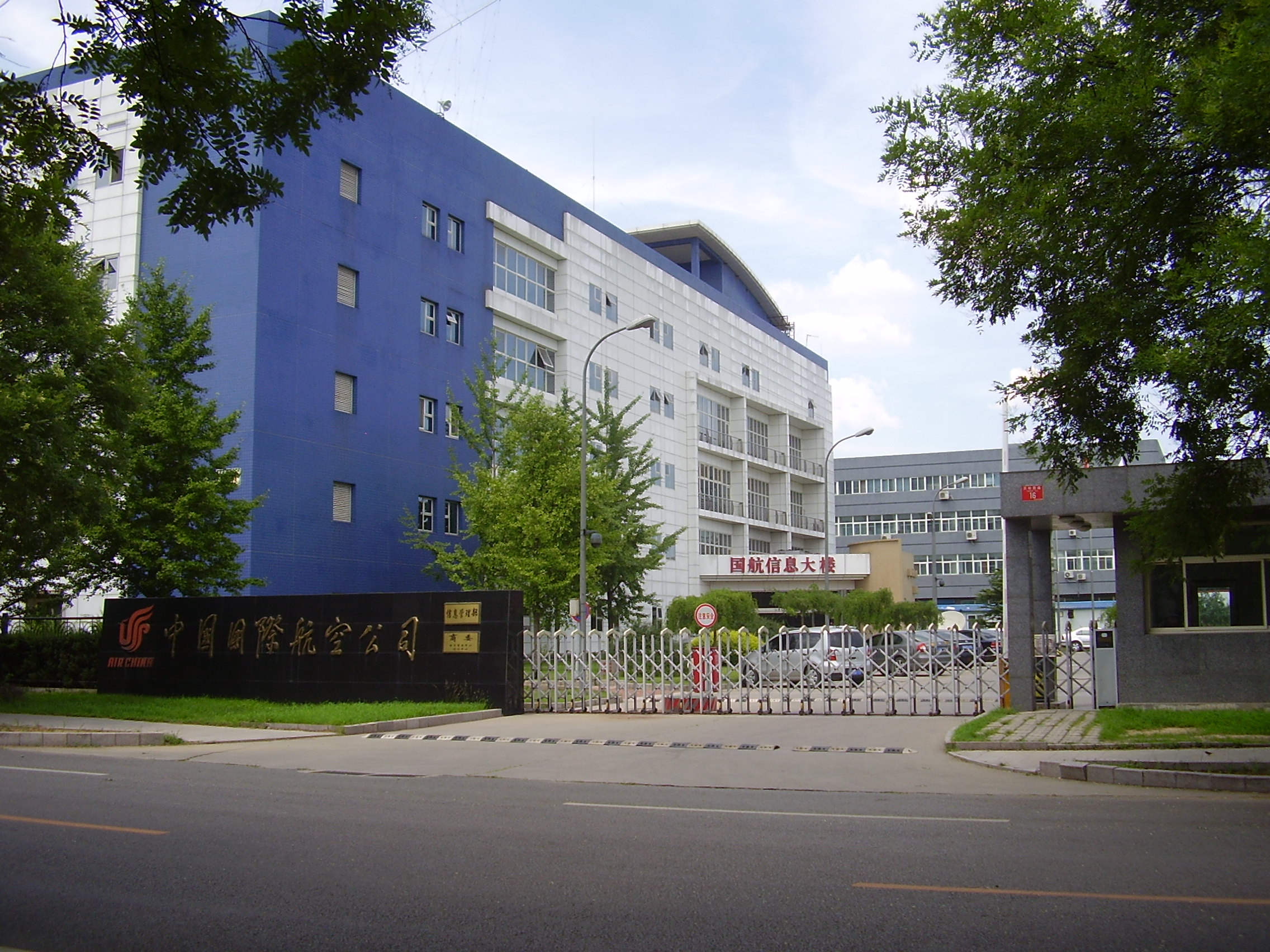
Штаб-квартира Okay Airways

Okay Airways (кит. упр. 奥凯航空公司, пиньинь Aòkǎi Hángkōng Gōngsī) — авиакомпания, зарегистрированная в административном районе Фэнтай города Пекин Китайской Народной Республики. Авиакомпания осуществляет чартерные, регулярные пассажирские, а также грузовые авиаперевозки. Базовый аэропорт Тяньцзиньский международный аэропорт Биньхай.
15 декабря 2008 года компания останавливала операционную деятельность на один месяц в связи с разногласиями между руководством авиакомпании и её владельцами.

## История
Okay Airways была основана в 2004 году, став первой частной авиакомпанией Китая. В феврале 2005 года компания получила лицензию на осуществление коммерческих авиаперевозок от Администрации Гражданской Авиации Китая. Первый рейс был совершен 11 мая 2005 года из Тяньцзиня в Чаншу с 81 пассажиром на борту.
В августе 2005 года Okay Airways подписала договор намерений по продаже 49 % своей собственности Korean Air и ещё одной корейской авиакомпании, однако сделка не прошла процедуру утверждения в надзорном органе.
В марте 2007 года Okay Airways взяла в лизинг три самолёта Boeing 737-300F, запустив грузовые перевозки по внутренним маршрутам в рамках соглашения с FedEx Express.
Okay Airways вместе с Joy Air стали стартовыми заказчиками лайнера Xian MA700, самолёты начнут поставляться в 2017 году.

## Маршрутная сеть
Okay Airways выполняет регулярные пассажирские перевозки из Тяньцзиня в Чаншу, Чэнду, Хайкоу, Ханчжоу, Харбин, Хэфэй, Куньмин, Нанкин и Чжанцзяцзе.
грузовые перевозки осуществляются в Пекин, Гуанчжоу, Ханчжоу, Циндао, Шэньян, Сямэнь, Владивосток.

## Флот

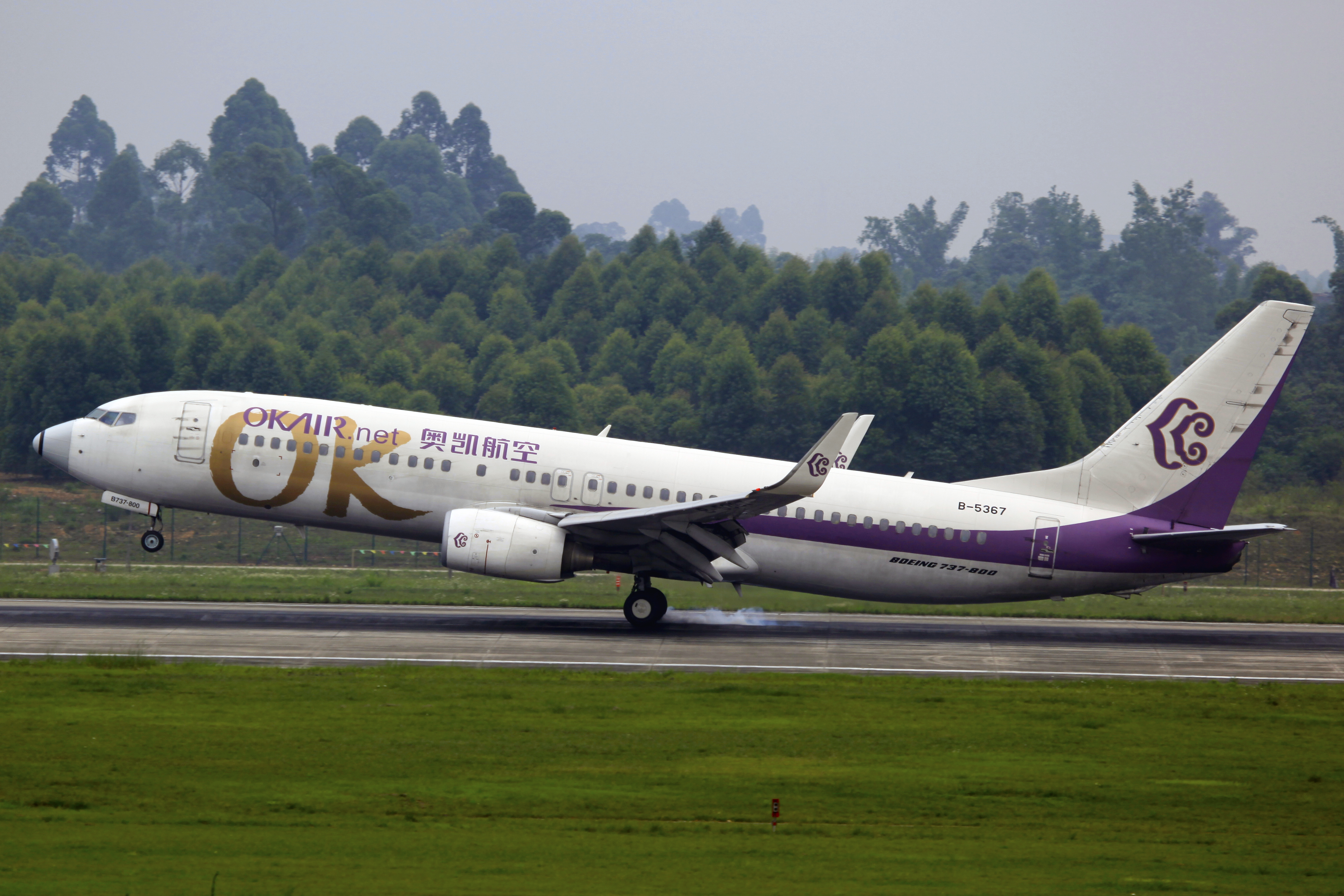
Boeing 737-800 авиакомпании Okay Airways

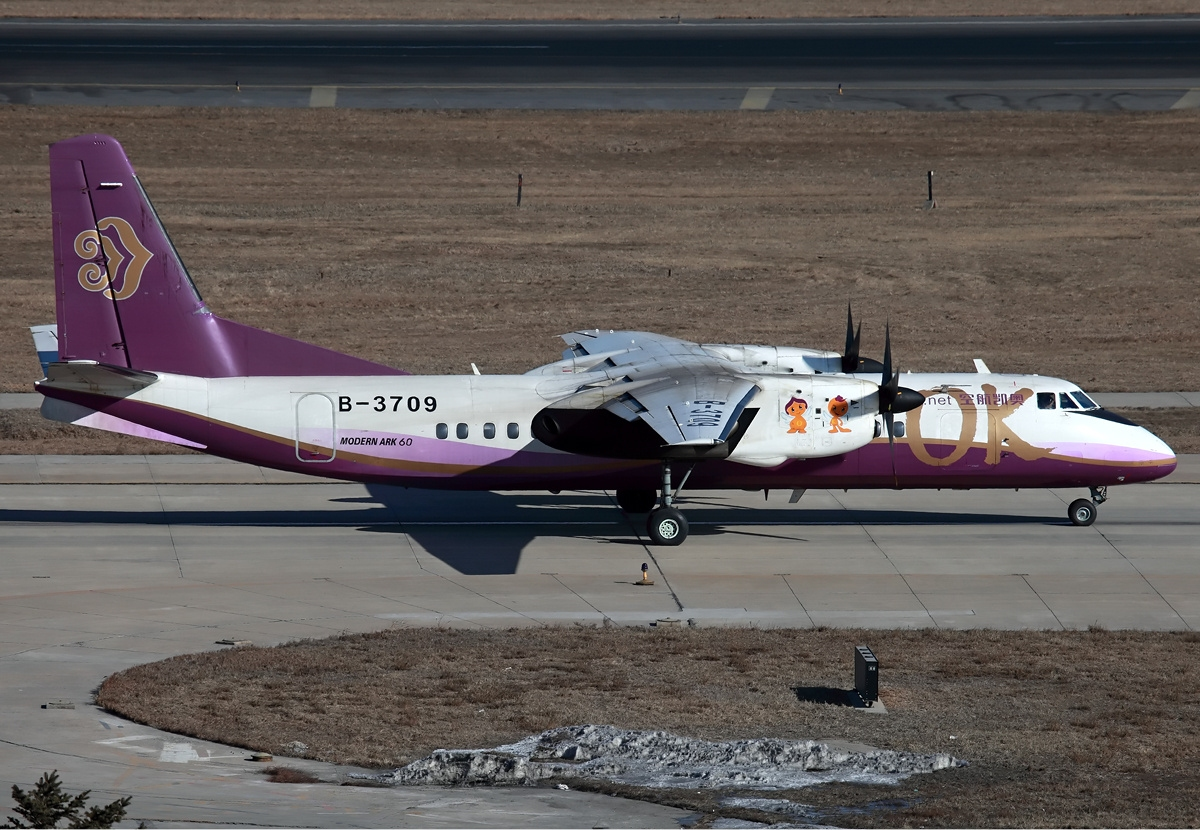
Xian MA60 авиакомпании Okay Airways

25 февраля 2005 года корпорация Boeing объявила о заказе авиакомпанией Okay Airways авиалайнеров Boeing 737-900ER, таким образом авиакомпания станет первым эксплуатантом самой большой модели из семейства Boeing 737 среди китайских авиаперевозчиков. Авиакомпания намерена закупить 30 самолетов Xian MA60, график поставок станет известен сразу после подтверждения заказа. На авиасалоне Фарнборо 2010 авиакомпания заказала 10 лайнеров Boeing 737—800. 14 июня 2014 года авиакомпания разместила заказ на 6 Boeing 737 MAX и 4 дополнительных Boeing 737—800.
В феврале 2016 года воздушный флот авиакомпании Okay Airways составляли следующие самолёты:
| Тип самолёта     | В эксплуатации | Заказано | Пассажирских мест |
| Boeing 737-300F  | 1              | —        | Грузовой          |
| Boeing 737—800   | 15             | 3        | 177               |
| Boeing 737-900ER | 3              | 6        | 200               |
| Boeing 737-8     | 0              | 14       | будет объявлено   |
| Boeing 737-9     | 0              | 3        | будет объявлено   |
| Xian MA60        | 13             | —        | 60                |
| Всего            | 32             | 26       |                   |